# クレイジー・フォー・ユー (マドンナの曲)
「クレイジー・フォー・ユー」 (Crazy for You) は、マドンナの楽曲。1985年の映画『ビジョン・クエスト/青春の賭け』（Vision Quest）のために書き下ろされ、3月2日に映画のサウンドトラックから最初のリカット・シングルとしてゲフィン・レコードからリリースされた。
1990年のベスト・アルバム『ウルトラ・マドンナ〜グレイテスト・ヒッツ』にリミックス・バージョンが収録、これを受けて1991年2月24日にサイアー・レコードから再発表された。以降、1995年の『ベスト・オブ・マドンナ〜バラード・コレクション』、2009年のベスト・アルバム『セレブレイション 〜マドンナ・オールタイム・ベスト〜』にも収録されている。
それまでダンス・ポップ系の楽曲にしか携わってこなかった音楽プロデューサーのジョン・"ジェリービーン"・ベニテス（John "Jellybean" Benitez）にとってこの曲は一つの試金石であった。歌詞は、2人の恋人の間の性的な欲求とあてこすりを歌っている。

## 背景
1985年のマシュー・モディーンの主演映画『ビジョン・クエスト/青春の賭け』のサウンドトラックから最初にシングル・カットされた。映画のプロデューサーのジョン・ピーターズ、ピーター・ガーバー（Peter Guber）と音楽ディレクターのフィル・ラモーンは、サイアー・レコードと契約したばかりで当時は無名のマドンナのことを知っていた。ラモーンはマドンナをキャロルウッド・レコード（Carolwood Records）内にあった自宅に食事に招待し、マドンナはそこで自身のミュージック・ビデオを見せた。ラモーンとそこに同席していたワーナー・ブラザースの幹部は、彼女の落ち着き振りと網々と十字架のファッションに感銘を受けた。そこで彼らは、マドンナの声をニューヨークのスタジオでテストすることに決めた。ピーターズはマドンナに感銘を受け、映画のために2曲をレコーディングする手配をしてワーナー・ブラザースで音楽を担当する幹部のジョエル・シル（Joel Sill）に任せた。シルは映画の台本をソングライターのジョン・ベティス（John Bettis）とジョン・リンド（Jon Lind）に送った。台本を読んだ後、ベティスは一軒の家に同居する若い男女の主人公たちがナイトクラブで一緒にダンスをする場面を描きたくなり、構想を練り上げた。

「僕らは即席の歌詞でやっていて、”クレイジー・フォー・ユー”ってのはジョン（Jon）が歌のその部分にかぶせて歌っていたフレーズだったんだ。そいつは映画のその場面にはまさにドンピシャだったよ。・・・その後、僕は休暇をとって砂漠へいったらシルが電話してきてフィル・ラモーンがこの歌に惚れ込んでマドンナに歌わせたがっていると言ったんだ（笑）。当時は「ボーダーライン」（Borderline）が出ていた頃で僕はこう言った、『もしもし？この曲をマドンナにだって？本気かい？彼女はこの曲に合うように歌えるのかい？』本当のことを知りたいのなら言うけれど、ジョンと僕は当時この人選には仰天したよ。」

## レコーディング
シルがベティスとリンドにマドンナがこの曲を歌うことを知らせた後、2人にはワーナー・ブラザース・レコードから何も知らされない期間が暫く続いた。2人はある回のレコーディングに顔を出したが、その曲の録音手法に感心するものは無かった。ベティスはこう語る。 「僕らはある回のレコーディングへ行ったんだ。正直言ってその回は良い点なんか何もありゃしなかった・・・ジョン（Jon）と僕は録音のされ方に失望した。それに関して僕らは何も知らされていなくて2人してこの曲が映画から外されるのじゃないかって少しばかりナーバスになっていたよ。」ベティスは、1985年のファンタジー映画『レジェンド / 光と闇の伝説』に音楽プロデューサーのジェリー・ゴールドスミスと共に携わるためにイギリスへ向かった。そこでベティスはリンドから「クレイジー・フォー・ユー」の新しいヴァージョンが録音され、シングル曲として発売される準備が整ったことを知らせる電話を受けた。仰天したベティスはリンドの家に駆けつけ、そこでデモ版とは異なるアレンジを加えられた新しいヴァージョンを心穏やかに受け止めた。アレンジは作曲家のロブ・マウンジー（Rob Mounsey）により行われ、オリジナルのトラックのアレンジをやり直しバックコーラスを追加していた。ベティスはマウンジーへの感謝をこう語る。「僕らはマウンジーに大きな借りを作っちまった。あの歌をヒット作にできたのはまさに彼のお陰だよ。」マウンジーは、「クレイジー・フォー・ユー」のプロデューサーであった音楽プロデューサーのジョン・"ジェリービーン"・ベニテスの紹介でこの企画に参加していた。ベニテスは、それまでダンス・ポップ系の楽曲のプロデュースに携わっておりバラッド調の楽曲のプロデュースをするのは今回が初めてであった。フレッド・ブロンソン（Fred Bronson）著『The Billboard Book of Number 1 Hits』の中でベニテスはこうコメントしている。

「この曲は生録音（recorded live）だったんだ。シンセサイザーやドラムマシンが何もかもやってくれるのとは反対の生録音てやつをプロデュースしたのはこれが初めてだった。……これまでそんなレコーディングをやったことが無かったんで緊張したよ。……全てを自分の直感のままにやった。僕はこの曲を曲だけで成立するように作ろうとしたんだけれど、同時に映画の中で使われる2つの場面にうまく合うようにも仕上げたんだ。」

ベニテスは、バラッド曲の「クレイジー・フォー・ユー」がアダルト・コンテンポラリー系ラジオ局で広く受け入れられたという点でマドンナにとって重要なレコーディングであったとも指摘している。マドンナは既に「ライク・ア・ヴァージン」（Like a Virgin）や「マテリアル・ガール」（Material Girl）といったシングルでヒットを出していたことから、彼女は自身が異なるジャンルの楽曲も歌えることを証明したがっていた。しかし、ワーナーは『ビジョン・クエスト/青春の賭け』とマドンナ2作目のスタジオ・アルバム『ライク・ア・ヴァージン』の発表時期が重なることと「クレイジー・フォー・ユー」が『ライク・ア・ヴァージン』への注目度を阻害するという判断から、当初この曲をシングル曲として発表することに乗り気ではなかった。ワーナー・ブラザース・レコードの社長モー・オースティン（Mo Ostin）は、ワーナーの会長ロバート・A・ダリー（Robert A. Daly）の元へ赴き『ビジョン・クエスト/青春の賭け』のサウンドトラックからマドンナの曲をシングル・カットするように頼んだ。ダリーはピーターズとガーバーを自分のオフィスに呼び出し、2人にマドンナの曲を出させてやらねばならないと申し渡した。ピーターズは抵抗しダリーを罵ったが、これによりピーターズはスゴスゴと飛行機で逃げ帰る破目になり、ワーナーは「クレイジー・フォー・ユー」をシングル曲として発表する許可を出した。

## 作品
マドンナ初のバラード曲は、それまでのシングル曲と比べると洗練された楽曲であり、新しい音楽の方向性へと導くものとなった。導入部（introduction）では木管楽器とエレクトリックギターのコードがあるモチーフから別のモチーフへと移り変わりメロディを奏でる。その小節の最後ではスネアドラムによるビートがバースの広がりある質感のほとんどを作り出している。その他の楽器は、ハープ、バス・シンセサイザーと単音符を刻むギター・リック（guitar lick）である。歌のフルリズムはコーラス部に至るまでは始まらない。メロディーの転換はマドンナの声がより高い音階まで伸びるのを助けている。「クレイジー・フォー・ユー」は、104のミディアム・テンポの同じ長さの拍子から構成されている。マドンナの上はC♯6から下はG♯4までの声域でE メジャーのキーのセットとなっている。この曲の序盤のコード進行は、基本的に E – A - B となっている。マドンナの以前のシングル曲とは違いコード進行自体は繰り返さず、コーラスが歌のクライマックスまでゆっくりと伸びている。詩的にはこの歌はお互いの究極の愛について語り、クリスタルズの1963年の楽曲「ゼン・ヒー・キスト・ミー」（Then He Kissed Me）に似たあてこすりが含まれている。学者のデイブ・マーシュ（Dave Marsh）によると歌詞は10代の2人の若者の間のフランクな性的欲求の状況を語っている。マーシュは「I'm crazy for you; Touch me once and you'll know it's true」という部分は曖昧なものではなく、マドンナによって明確な意図を表すように仕向けられているとも語っている。

## 評価
『The Complete Guide to the Music of Madonna』の著者リッキー・ルックスビー（Rikky Rooksby）は、この曲を洗練されていると褒めた。
オールミュージックのアレックス・ヘンダーソン（Alex Henderson）は、『ビジョン・クエスト/青春の賭け』のサウンドトラックに収録されているもう1曲の「ギャンブラー」（Gambler）の方がシングル曲として成功するはずであったと感じた。また、スティーヴン・トーマス・アールウィン（Stephen Thomas Erlewine）もこの曲をマドンナの最大のヒット曲の一つと呼んだ。
伝記作家のJ・ランディ・タラボレッリ（J. Randy Taraborrelli）はこの曲を「グッとくる」（sassy）と呼び、この曲はマドンナの歌唱力がシリアスなバラッドの魅力を伝える力を持っていることを証明したとコメントした。
作家のアンドリュー・モートン（Andrew Morton）は、この曲はマドンナを才能があり、「それまでの彼女のレコーディングでは無かった」シリアスな歌手であることを確立したと確信した。
『The Madonna Companion: Two Decades of Commentary』の著者であるアレン・メッツ（Allen Metz）とキャロル・ベンソン（Carol Benson）は、この曲が特に「It's so brand new; I'm really crazy for you.」の部分で「古臭い、お手軽なロマンスで溢れているコニー・フランシス版 "すてきな16才" の焼き直し」のように聴こえると言った。
『The heart of rock & soul: the 1001 greatest singles ever made』の著者デイヴ・マーシュ（Dave Marsh）は、この曲のコーダにマドンナが大人のラヴソングを歌うように変化してきているのを感じた。
『Rock and roll is here to stay: an anthology』の著者ウィリアム・マッキーン（William McKeen）は、この曲に「女性の積極的なセクシュアリティの提示」を感じた。
『Cinderella's big score: women of the punk and indie underground』の著者マリア・ラハ（Maria Raha）は、この曲について「マドンナはポップミュージックの長い歴史で確立された伝統に陳腐な詩でパンパンに膨れ上がった鞄を持ち込んだ。」と語った。
1986年度のグラミー賞（28th Grammy Award）/最優秀女性ポップヴォーカル賞（Best Female Pop Vocal Performance）にノミネートされたが、ホイットニー・ヒューストンの「すべてをあなたに」に敗れた。
VH1「100 Greatest Love Songs」の第38位にランクされ、特定期間だけ1発録音された「クレイジー・フォー・ユー」が披露された。
2003年にマドンナのファンが『Q マガジン』誌上でマドンナの全シングル曲から上位20曲を投票に掛けたところ、この曲が第11位となった。

## チャートでの動き
米国では「クレイジー・フォー・ユー」がBillboard Hot 100でマドンナにとり2度目の第1位獲得作品となった。この曲は、1985年3月30日発行分の初登場時は第54位であった。10週間後にUSAフォー・アフリカの「ウィ・アー・ザ・ワールド」に代わって第1位となり、1週間1位を保った。「クレイジー・フォー・ユー」は、作曲家のベティスにとってはカーペンターズの「トップ・オブ・ザ・ワールド」（1973年）以来2度目の第1位獲得作品であった。ベティスは「クレイジー・フォー・ユー」が「ウィ・アー・ザ・ワールド」に押さえられて3週の間第2位に留まっていたときにこの曲が1位になれるかどうか疑問視していた。ベティスとリンドの2人はこうコメントする。「もし何か失うものがあるとすればそれは『ウィ・アー・ザ・ワールド』の方だった。幸運過ぎることに最後の週に急激な盛り上がりを見せて『ウィ・アー・ザ・ワールド』の頭を抑えることができた。どれだけ曲がノッていたか、どれ程アーティストが熱かったかが分かるだろう。」「クレイジー・フォー・ユー」は、1985年7月16日に全米レコード協会（RIAA）から全米で100万枚のシングルを出荷したこと（1989年以前のゴールド・シングルの必須条件）でゴールド（gold）の認定を受けた。この曲は、アダルト・コンテンポラリー・シングル（Adult Contemporary Singles）で第2位とホット・ブラック・シングル（Hot Black Singles）で第8位を獲得した。カナダでは1985年3月16日発行の「RPM」誌で初登場第70位であったが、11週間でチャートの第1位を獲得した。チャート上に25週間居座り、1985年の「RPM」年間チャートでは第7位を獲得した。
「クレイジー・フォー・ユー」は、オーストラリアでもケント・ミュージック・レポートのチャートで、マドンナの別の曲「エンジェル/イントゥ・ザ・グルーヴ」（Angel"/"Into the Groove）から第1位の座を奪い取り、マドンナはオーストラリアのシングル・チャートで自身の曲の第1位を自身の曲で交代させた数えるほどしかいないアーティストの一人となった。1985年6月8日に英国でこの曲が発売されると2位となり、1991年2月に再発売されると再び2位を獲得した。「クレイジー・フォー・ユー」は、全英で40万枚を出荷したことで英国レコード産業協会（BPI）からゴールドの認定を受けた。このようなマドンナの人気にあやかって、『ビジョン・クエスト/青春の賭け』がビデオで発売されたときは『クレイジー・フォー・ユー』とタイトルを変えられた。「クレイジー・フォー・ユー」は、アイルランドとニュージーランドでも第2位を獲得し、ベルギー、ヨーロッパ、イタリア、日本、オランダ、スウェーデン、スイスでもチャートの20位以内に入り、オーストリア、フランス、西ドイツでは40位以内に入った。

## ライブでの演奏
マドンナは1985年のヴァージン・ツアー（The Virgin Tour）で初めて「クレイジー・フォー・ユー」を歌った。黒の胸に十字架が描かれた上衣と黒の長いスカートを纏い、髪を結んだいでたちで「オーバー・アンド・オーバー」をエネルギッシュに歌った後、マドンナは階段に座り「クレイジー・フォー・ユー」を歌った。「Billboard」誌の編集長ポール・グレイン（Paul Grein）は「歌の意味深長な歌詞を反映した深くハスキーな声質を見事に使ったマドンナ最高の『クレイジー・フォー・ユー』だったよ。」と語る。この歌唱はミシガン州のデトロイトで収録されたビデオ『ライブ - ヴァージン・ツアー』（Live – The Virgin Tour）内に収められている。2004年の「リインベンション・ワールド・ツアー」（Re-Invention World Tour）でマドンナはこの曲をライブの最後の章で歌った。スコットランドのキルトと開催地で異なる言葉が書かれたTシャツ（いつもは「Kabbalists Do It Better」だが、英国とアイルランドでは各々「Brits Do It Better」と「Irish Do It Better」）を着ていた。「パパ・ドント・プリーチ」（Papa Don't Preach）を歌い終わるとマドンナはセカンドステージに移動し、「次の曲はこの20年私と一緒にいてくれた全てのファンに捧げます。」と告げてからこの曲を歌い始めた。歌の最後でマドンナはTシャツを脱ぎ、それを観衆に向けて投げた。この模様は「アイム・ゴーイング・トゥ・テル・ユー・ア・シークレット」（I'm Going to Tell You a Secret）という題名のドキュメンタリー・アルバムに収録され、これは2005年に発売された。

## カバー作品
日本では松田聖子が1991年に発表したカバー・アルバム『Eternal』の中でカバー・バージョンを発表している、このバージョンにはミュージック・ビデオも制作された。
その他には2004年のスポンジ・コーラ（Sponge Cola）、2005年のミカエル・クルツ（Michael Cruz）や2006年のアルバム『ニュー・ホライズン』（New Horizon）に収録したMYMPといった幾つかのフィリピン人アーティストが「クレイジー・フォー・ユー」のカバーを録音している。2007年にはグルーヴ・アルマダがアート・ロック・バンドのザ・レイクス（The Rakes）と共にコンピレーション・アルバムの『ラジオ1・エスタブリッシュト・イン・1967』（Radio 1 Established in 1967）でカバーを歌った。2007年のアルバム『フローム・スクリーン・トゥー・ユア・ステレオ・パートII』（From the Screen to Your Stereo Part II）でニュー・ファウンド・グローリーがマックス・ベミス（Max Bemis）と共にこの曲のポップ・パンク調カバーを収録した。ライオン・オブ・パンジシール（Lion of Panjshir）が2007年のマドンナへのトリビュート・アルバム『スルー・ウィルダーネス』（Through the Wilderness）の中でこの曲をカバーしている。メリッサ・トッテン（Melissa Totten）が2008年のダンス・アルバム『フォーエバー・マドンナ』（Forever Madonna）でHi-NRGカバーを行っている。インストゥルメンタル版が『フルハウス』の挿話「DJ恋のめばえ」（13 Candles when Kimmy dares DJ to kiss Kevin at her party）で流された。ジェニファー・ガーナー主演の2004年の映画『13 ラブ 30 サーティン・ラブ・サーティ』（13 Going on 30）でもこの曲が使われた。クリス・グリフィン（Chris Griffin）が挿話「ロング・ジョン・ピーター」（Long John Peter）や『ファミリー・ガイ』の中でこの曲を歌う。

## 収録曲

### 収録リストと形式
| - 12" シングル 1. "クレイジー・フォー・ユー"（Crazy for You） – 4:08 2. "アイル・フォール・イン・ラヴ・アゲイン"（I'll Fall in Love Again）（サミー・ヘイガー） – 4:11 3. "オンリー・ザ・ヤング"（Only the Young）（ジャーニー） – 4:01 - 7" シングル 1. "クレイジー・フォー・ユー"（Crazy for You） – 4:08 2. "アイル・フォール・イン・ラヴ・アゲイン"（I'll Fall in Love Again）（サミー・ヘイガー） – 4:11 - 7" シングル/カセット・シングル 1. "Crazy for You" (Remix) – 3:45 2. "Keep It Together" (Shep Pettibone Single Remix) – 4:30 | - 12" シングル/CD マキシ・シングル 1. "Crazy for You" (Remix) – 3:45 2. "Keep It Together" (Shep Pettibone Remix) – 7:45 3. "Into the Groove" (Shep Pettibone Remix) – 8:06 - US 7" シングル 1. "クレイジー・フォー・ユー"（Crazy for You） – 4:08 2. "ノー・モア・ワーズ"（No More Words）（ベルリン） – 3:54 3. "クレイジー・フォー・ユー"（Crazy for You） – 4:08 4. "ギャンブラー"（Gambler） – 3:54 |

## 製作
- マドンナ – リード・ヴォーカル、バック・コーラス
- ジョン・ベティス – 作詞
- ジョン・リンド（Jon Lind） – 作曲
- ジョン・"ジェリービーン"・ベニテス（John "Jellybean" Benitez） – レコーディング・プロデューサー
- ロブ・マウンジー（Rob Mounsey） – アレンジャー
- グレッグ・フルニッティ（Greg Fulginiti） – ミキサー

## チャート成績
| チャート（1985年）                            | 最高位 |
| --------------------------------------------- | ------ |
| オーストラリア ケント・ミュージック・リポート | 1      |
| オーストリア シングル・チャート               | 23     |
| ベルギー VRT Top 30                           | 13     |
| カナダ RPM シングル・チャート                 | 1      |
| オランダ Top 40                               | 11     |
| Eurochart Hot 100 Singles                     | 6      |
| フランス シングル・チャート                   | 47     |
| ドイツ シングル・チャート                     | 26     |
| アイルランド シングル・チャート               | 2      |
| イタリア シングル・チャート                   | 15     |
| 日本 洋楽シングル・チャート                   | 4      |
| ニュージーランド シングル・チャート           | 2      |
| スウェーデン シングル・チャート               | 13     |
| スイス シングル・チャート                     | 16     |
| 全英シングルチャート                          | 2      |
| U.S. ビルボード Hot 100                       | 1      |

| 先代 "ウィ・アー・ザ・ワールド" by USAフォー・アフリカ   | U.S. Billboard Hot 100 No.1 シングル 1985年5月11日                                        | 次代 "ドント・ユー？" by シンプル・マインズ |
| 先代 "ウィ・アー・ザ・ワールド" by USAフォー・アフリカ   | カナダ RPM シングル・チャート No.1 シングル 1985年5月25日                                 | 次代 "ドント・ユー？" by シンプル・マインズ |
| 先代 "エンジェル"/"イントゥー・ザ・グルーヴ" by マドンナ | オーストラリア ケント・ミュージック・リポート No.1 シングル 1985年7月22日 – 1985年8月12日 | 次代 "孤独のヒーロー by ティナ・ターナー    |